# Alexandra Barré
Alexandra Barré (Budapest, 29 gennaio 1958) è un'ex canoista canadese.

## Palmarès

### Olimpiadi
- 2 medaglie:
  - 1 argento (Los Angeles 1984 nel K-2 500 m)
  - 1 bronzo (Los Angeles 1984 nel K-4 500 m)